# Alone Again Or
Singles de Love
¡Que Vida!
(1967) Your Mind and We Belong Together
(1968)
Alone Again Or est une chanson du groupe de rock américain Love exraite de leur troisième album studio, Forever Changes, sorti le 1er novembre 1967 sur le label Elektra Records.
Publiée en single (sous le label Elektra Records) en janvier 1968, la chanson a atteint la 99e place du Hot 100 du magazine musical américain Billboard, passant en tout 3 semaines dans le chart.
En 2004, Rolling Stone a classé cette chanson, dans la version originale de Love, 436e sur sa liste des « 500 plus grandes chansons de tous les temps ». (En 2010, le magazine rock américain a mis à jour sa liste, maintenant la chanson est 442e.)

## Composition
La chanson a été écrite par Bryan MacLean. L'enregistrement de Love a été produit par Arthur Lee et Bruce Botnick.

## Version des Damned
Singles de The Damned
Gigolo
(1987) In Dulce Decorum
(1987)
La chanson a été notamment reprise par le groupe de punk rock anglais The Damned sur leur album Anything, sorti le 1er décembre 1986, ainsi que par Calexico en 2004. Le 6 avril 1987, un peu plus de quatre mois après la sortie de l'album, la chanson a été publiée en single.
La version des Damned a atteint la 50e place du classement Album Rock Tracks de Billboard.